# Hniezdne
Hniezdne (in ungherese Gnézda, in tedesco Kniesen) è un comune della Slovacchia facente parte del distretto di Stará Ľubovňa, nella regione di Prešov.